# 산유화 (1957년 영화)
"산유화"(山有花)는 한국에서 제작된 이용민 감독의 1957년 영화이다. 신귀환 등이 주연으로 출연하였고 이재명 등이 제작에 참여하였다.

## 출연

### 주연
- 신귀환
- 이영미
- 강계식
- 주선태
- 이택균
- 장혜경

## 기타
- 원작자: 정비석
- 조명: 고해진
- 녹음: 최칠복
- 미술: 정우택